# Schloss Pöllan

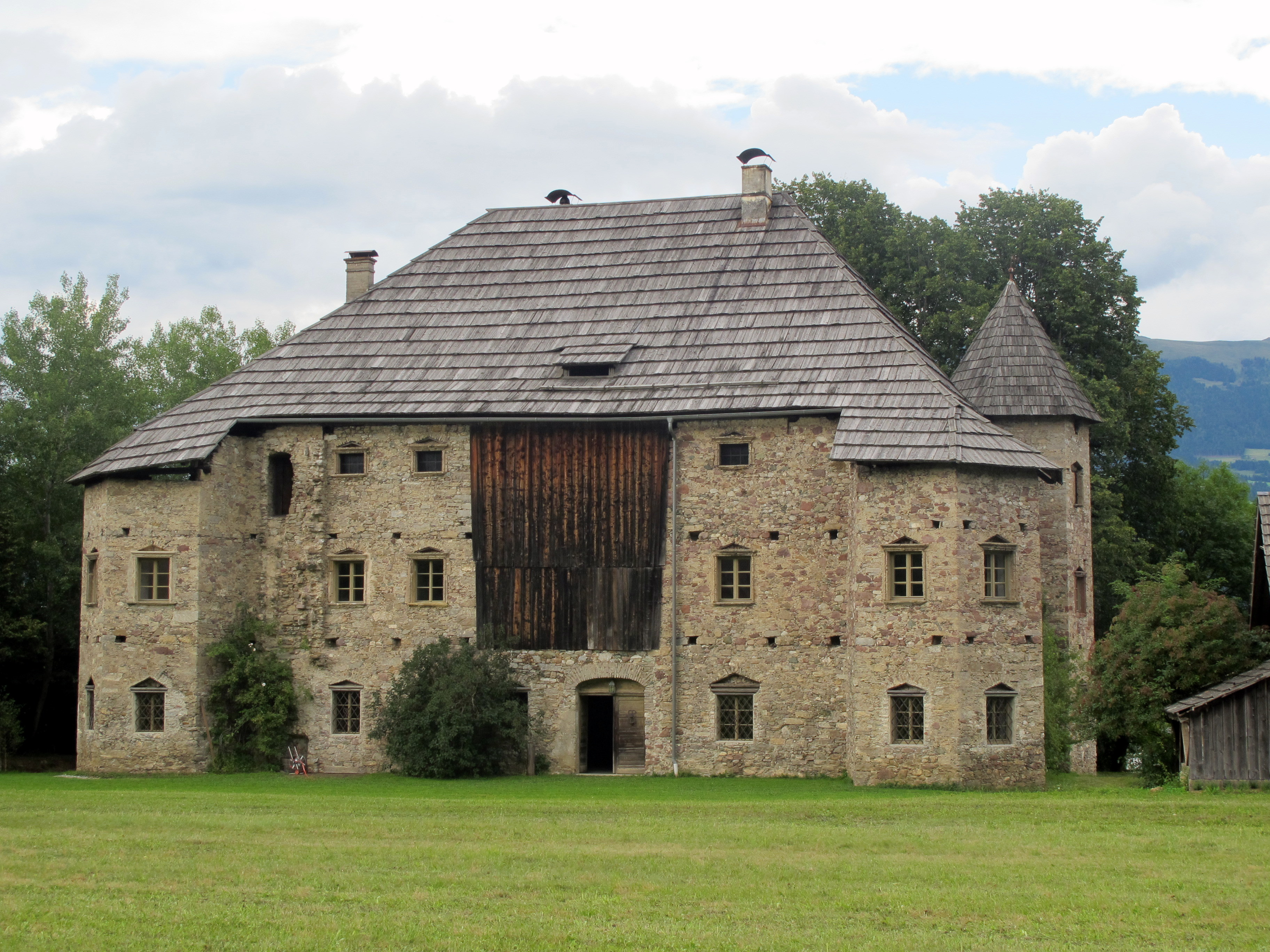
Schloss Pöllan Südseite (2011)

Schloss Pöllan ist ein seit 400 Jahren unvollendeter Meierhof in Pöllan, südlich von Paternion im österreichischen Bezirk Villach-Land in Kärnten, am Fuße der Gailtaler Alpen.
Das öffentlich nicht zugängliche Schlösschen liegt auf einer Seehöhe von 629 m und ist rund zwei Kilometer von der Tauernautobahn bzw. drei Kilometer von der Drautal Straße (B 100) entfernt. Das Schloss ist ein einzigartiges Beispiel für die Bauweisen und Techniken Ende des 16. Jahrhunderts. Selbst die Gerüstlöcher sind noch zu sehen. Das Gebäude blieb wegen der Wirren der Gegenreformation unvollendet.

## Architektur

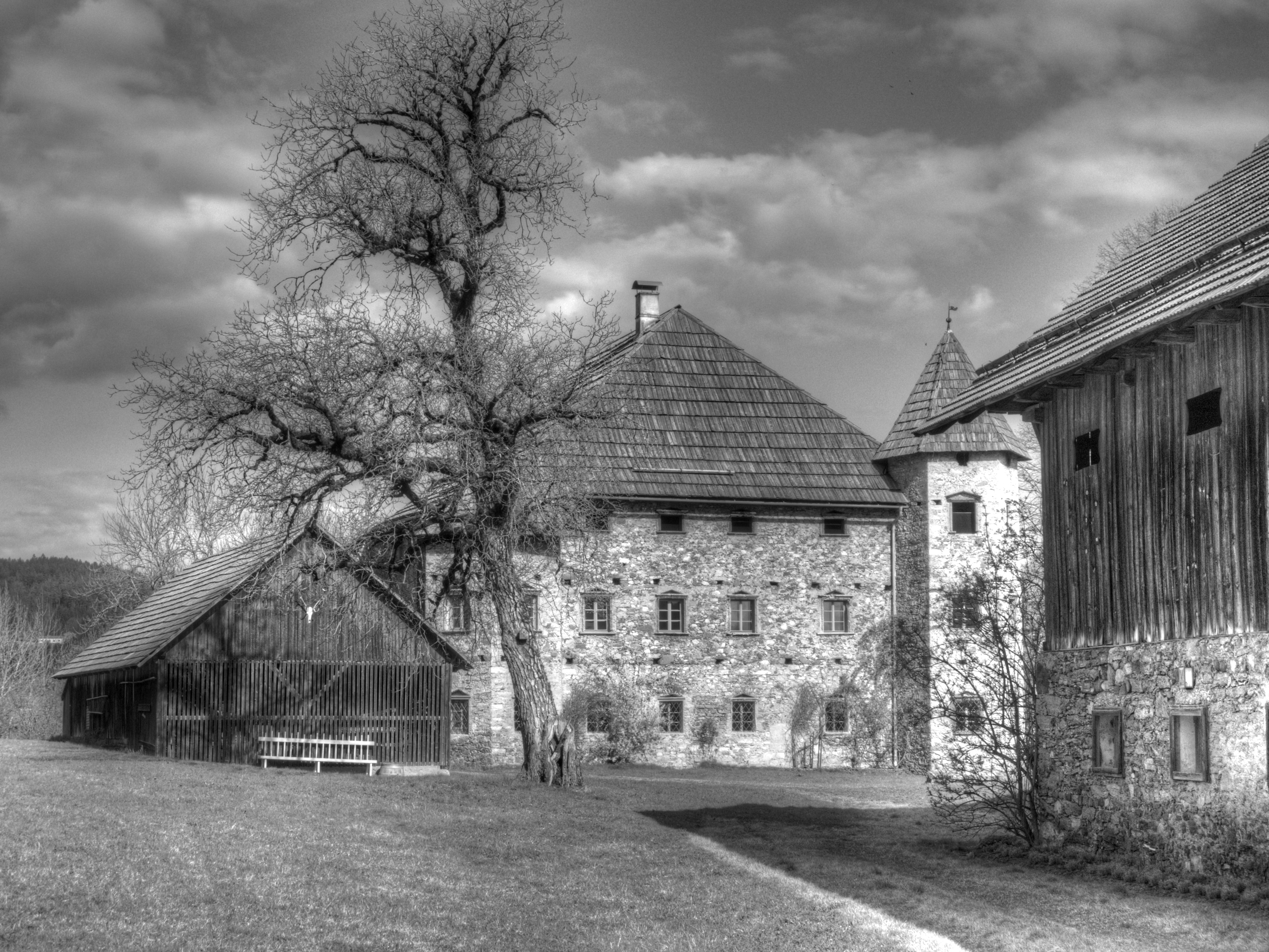
Ostseite

Das Gebäude ist nahezu quadratisch, zweigeschoßig und hat ein Attikageschoß. Von den vier starken, sechseckigen Ecktürmen sind zwei ausgebaut. Ober dem rundbogigen Portal aus rotem und braunem Stein gab es bis 1897 ein Renaissance-Doppelfenster, das nunmehr über einem Portal des Schlosses von Paternion eingemauert ist. Das dritte Stockwerk hat seine volle Höhe nie erreicht und einige der Ecktürme sind unvollendet. Über die innere Ausgestaltung ist wenig bekannt. Im unteren Vorhaus zeugen Rauchspuren am Gewölbe von der Nutzung als Arbeitsraum (Rauchküche). Die dazugehörige Landwirtschaft, große Teile des angrenzenden Marswiese gehörten dazu, wurde bis ins späte 19. Jahrhundert als Meierhof geführt. Pächterfamilie war unter anderem die Familie Staber. Nach dem Zweiten Weltkrieg waren Wohnungen für Forstbedienstete der Gräflichen Foscari Widmann Rezzonico'schen Forstdirektion eingerichtet. 2008 wurden mit Adaptierungsarbeiten Wohnzwecke sowie einer dendrochronologischen Untersuchung des Wirtschaftsgebäudes begonnen. Schloss und Stadl stehen unter Denkmalschutz.
Der Bauplatz des Gebäudes liegt an einer nach zwei Seiten abfallenden Geländekante. Wahrscheinlich handelt es sich um einen sehr alten Siedlungsplatz. Die hallstattzeitlichen Grabhügel um Pöllan sind noch kaum erforscht. Unweit des Schlosses bei Tragin-Pöllan am Weißenbach, dem Abfluss des Weißensees, befand sich eine seit der Antike bekannte Goldseife d. h. Anreicherungen von Goldstaub und -körnchen. Man geht davon aus, dass an der Stelle ein früherer Ansitz aus dem 14. Jahrhundert stand. Der Ortsname Pöllan leitet sich vom slowenischen Poljána ab, das so viel wie ‚jene im Flachland‘ bedeutet.

## Besitzgeschichte

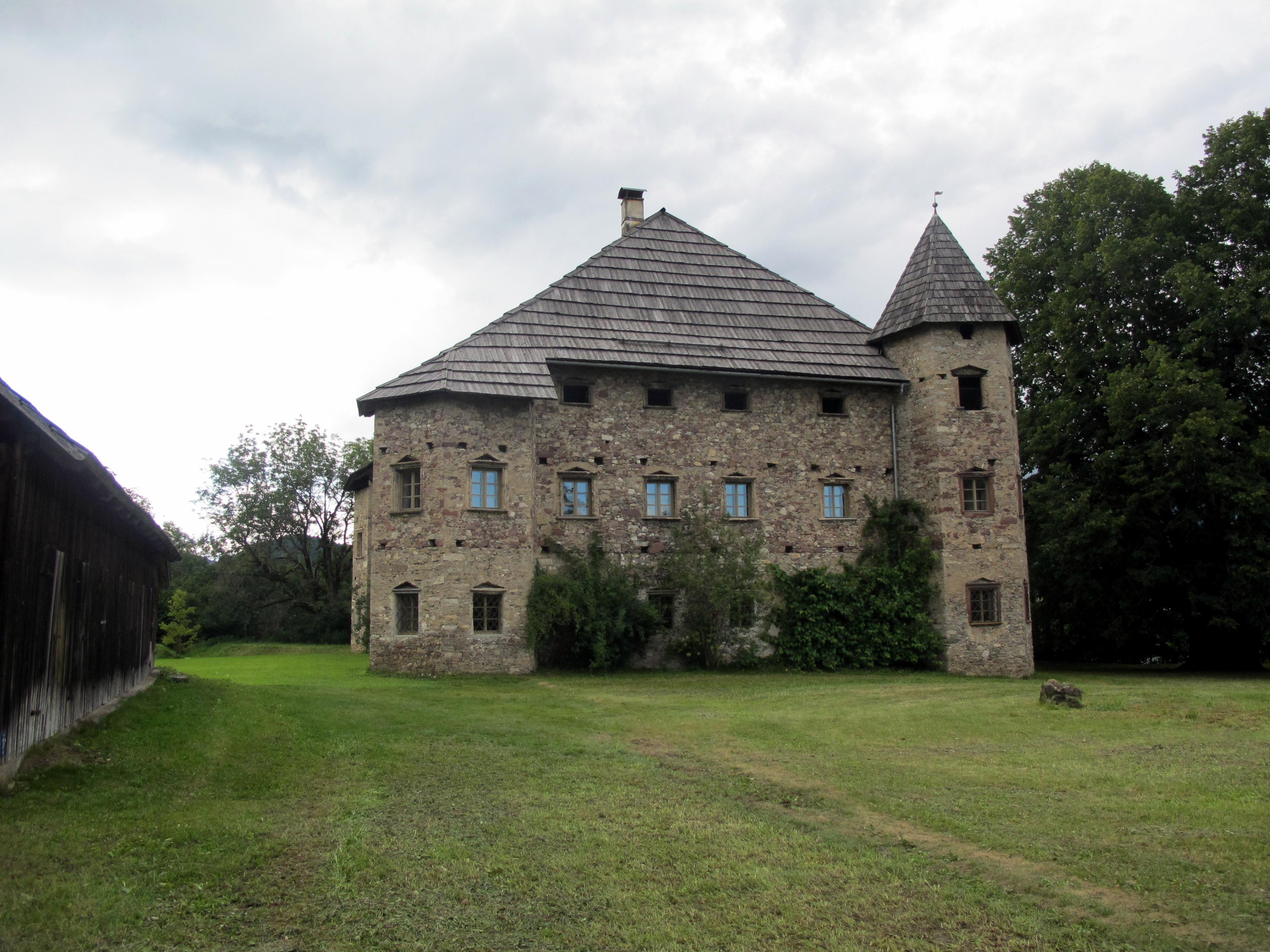
Ostseite

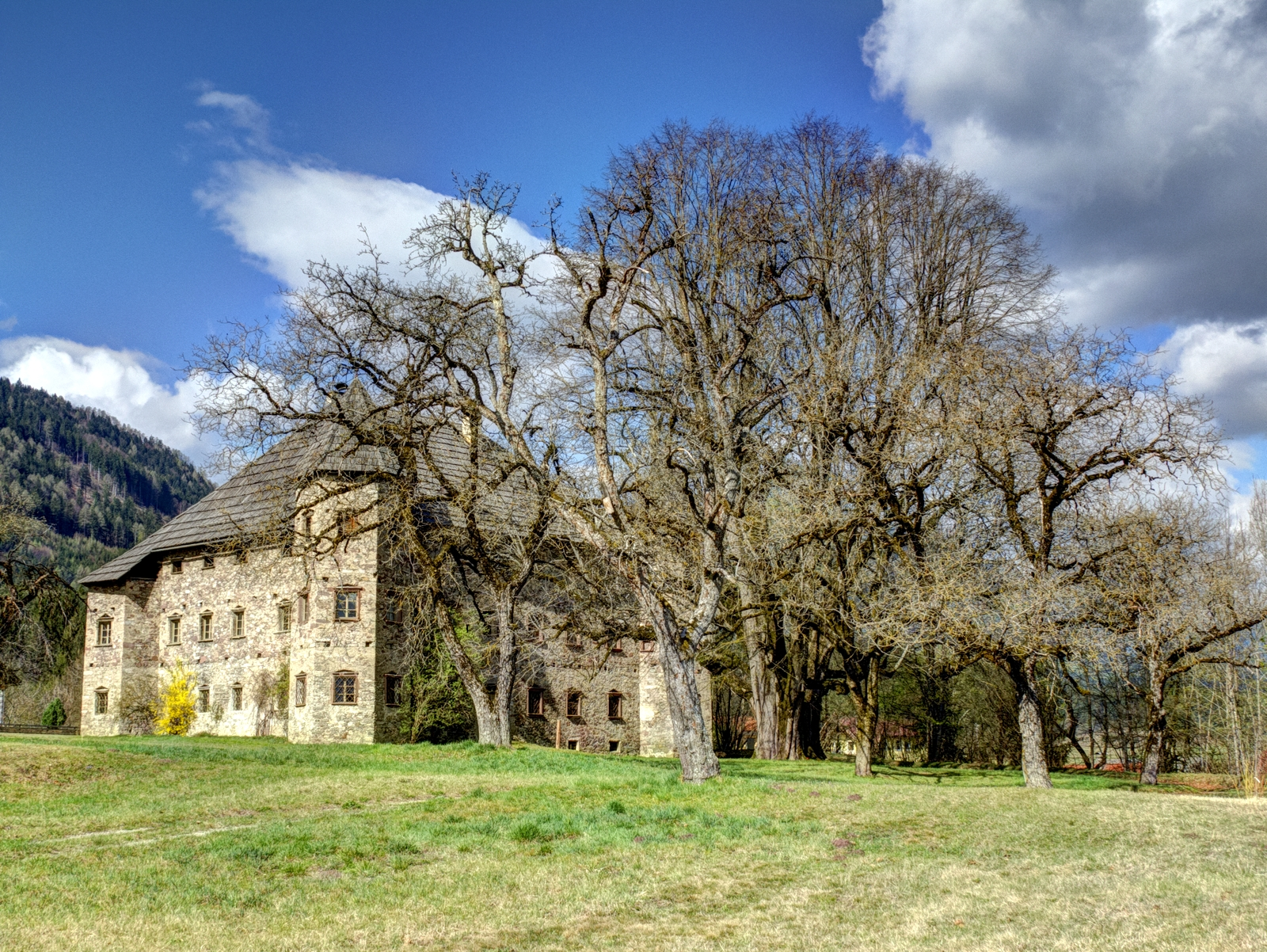
Ost- und Nordseite

Es gibt wenig Hinweise auf die frühen Besitzer des Adelshofes, der zur Grafschaft Ortenburg gehörte. In der ältesten Urkunde über den Bergbaubetrieb im Bergbaurevier Rubland von 1362 wird vom Burggrafen von Ortenburg, Peter Anderl von Kellerberg unter anderem einem Niklas Frank von Pollan ein Bleibergbau am Kellerberg verliehen. 1473 wird in einem Lehensbrief eines Freiherrn zu Kreig ein Valentin Frannkhen von Pellan genannt, der mit einem Hof gelegen auf der Alwern und einer öden Hube gelegen zu Fewstritz belehnt wurde. 1491 erfolgte abermals eine Belehnung mit den genannten Gütern. 
Jakob Frankh von Pöllan und seine Frau verkauften ihren Besitz am 4. April 1598 an Christoph Haidenreich, der um 1600 mit dem Bau des heute noch unverputzten Bruchsteinbaus mit Walmdach begann. Haidenreich war der Pfleger (Verwalter) der Herrschaft Paternion. Mitbesiegelt wurde der Kaufvertrag von Franz Balthasar Eschey von Rotenthurn, mit dem Haidenreich verwandt war. Der Kärntner Familienzweig der Heydenreichs stammte aus Großwaltersdorf bei Freiberg in Sachsen im Erzgebirge. Christoph Haidenreich war spätestens ab 1601 Mitglied der Kärntner Landesstände. Er wurde 1593 zum Pfleger der Freyherrschaft Paternion bestellt und war davor in der Nachfolge von Mathes Heidenreich Khevenhüllerscher Pfleger auf Burg Sommeregg. Der Vater von Kristoph könnte der Villacher Ratsbürger Georg Haidenreich sein, dessen Monogramm von 1571 einen „heidnischen Mann“ zeigt. Sein Großvater war wahrscheinlich der um 1480 geborene Christoph Haidenreich, Sohn des Erblehenrichters Georg Heydenreich auf Großwaltersdorf. Von den Großwaltersdorfern, die auf den um 1330 geborenen Erblehensrichter Hannss Heydenreich zurückgeht, entstammen einige führende Theologen der Reformation. Von Caspar Heydenreich (geb. 1516 in Freiberg) heißt es, dass er in Wittenberg „anno 1540 an Luthers Tisch befunden“ habe. Er war Unterzeichner des Augsburger Bekenntnisses. In der benachbarten Lausitz führte Magister Laurentius Heydenreich (1480–1552) die Reformation an.
Christoph von Haidenreich trat in seiner 23-jährigen Funktion als Pfleger entschieden für die Reformation ein. Als einer der führenden Protestanten des Drautals verhinderte er alle Versuche der Gegenreformation, deren Opfer er aber letztlich wurde. Ab 1603 war er in häufige Konflikte mit der inner-österreichischen Regierung verwickelt, da er den evangelischen Prediger von Paternion schützte, für protestantische Bauern eintrat oder 1605 die erste evangelische Schule in Paternion gründete. 1616 wurde er nach langjährigen Intrigen der katholischen Geistlichkeit, insbesondere des Abtes von Arnoldstein, aufgefordert, das Land zu verlassen. Seine Position war geschwächt, denn 1613 war sein protestantischer Schutzherr, Graf Barthelmä Khevenhüller, verstorben. Haidenreich wurde gezwungen, Schloss Pöllan mit allem Grundbesitz an die Khevenhüller-Erben zu verkaufen. 1629 scheint Christianus Haidenreich zu Pöllan als Kärntner Exulant in den Handschriften der Stadt Nürnberg auf. Seine vertriebenen Söhne Christian und Franz Balthasar waren ebenfalls dort. Franz Balthasar (geb. 1596) errichtete dort 1660 eine Heydenreich-Stiftung zugunsten von „100 hausarmen Männern, sie seyen Bürger oder nicht“.
Durch den Zwangsverkauf kam das „Gschlößl“ 1616 in den Besitz von Moritz Christoph Khevenhüller. Als Kaiser Ferdinand II. die Religionsfreiheit des protestantischen Adels aufhob, wurden auch die protestantischen Khevenhüller gezwungen, ihre Kärntner Güter aufzugeben und ab 1628 nach Deutschland auszuwandern. 1629 musste Schloss Pöllan zusammen mit der Herrschaft Paternion verkauft werden und kam in das Eigentum von Hans Widmann. Die Familie Widmann wurde 1640 in den Grafenstand („Grafen von Ortenburg“) erhoben. Als 1878 der Mannesstamm der Grafen Widmann-Rezzonico erlosch, gelangte der Besitz in die Familie der Grafen Foscari-Widmann-Rezzonico.

## Leben am Meierhof

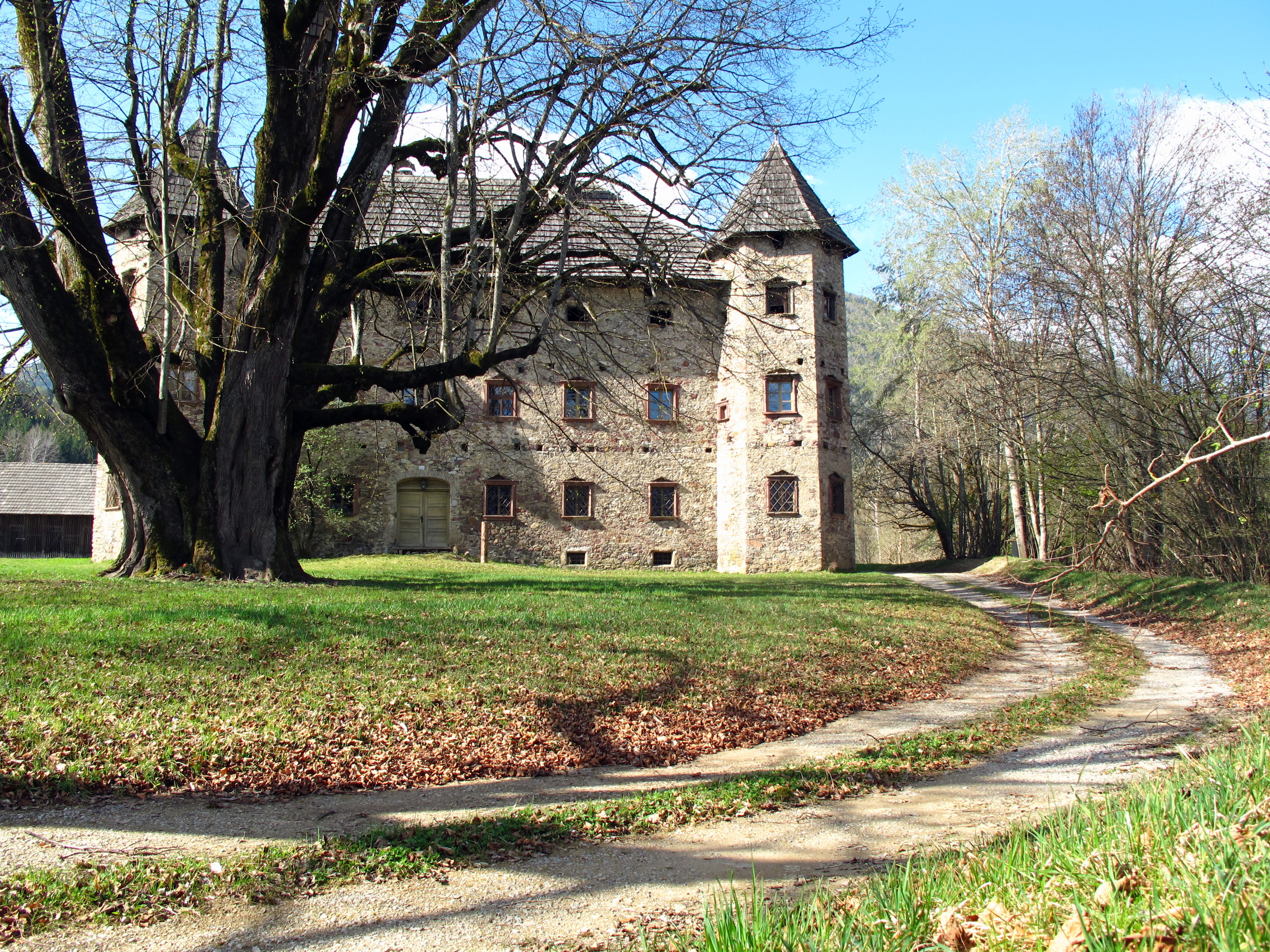
Nordansicht

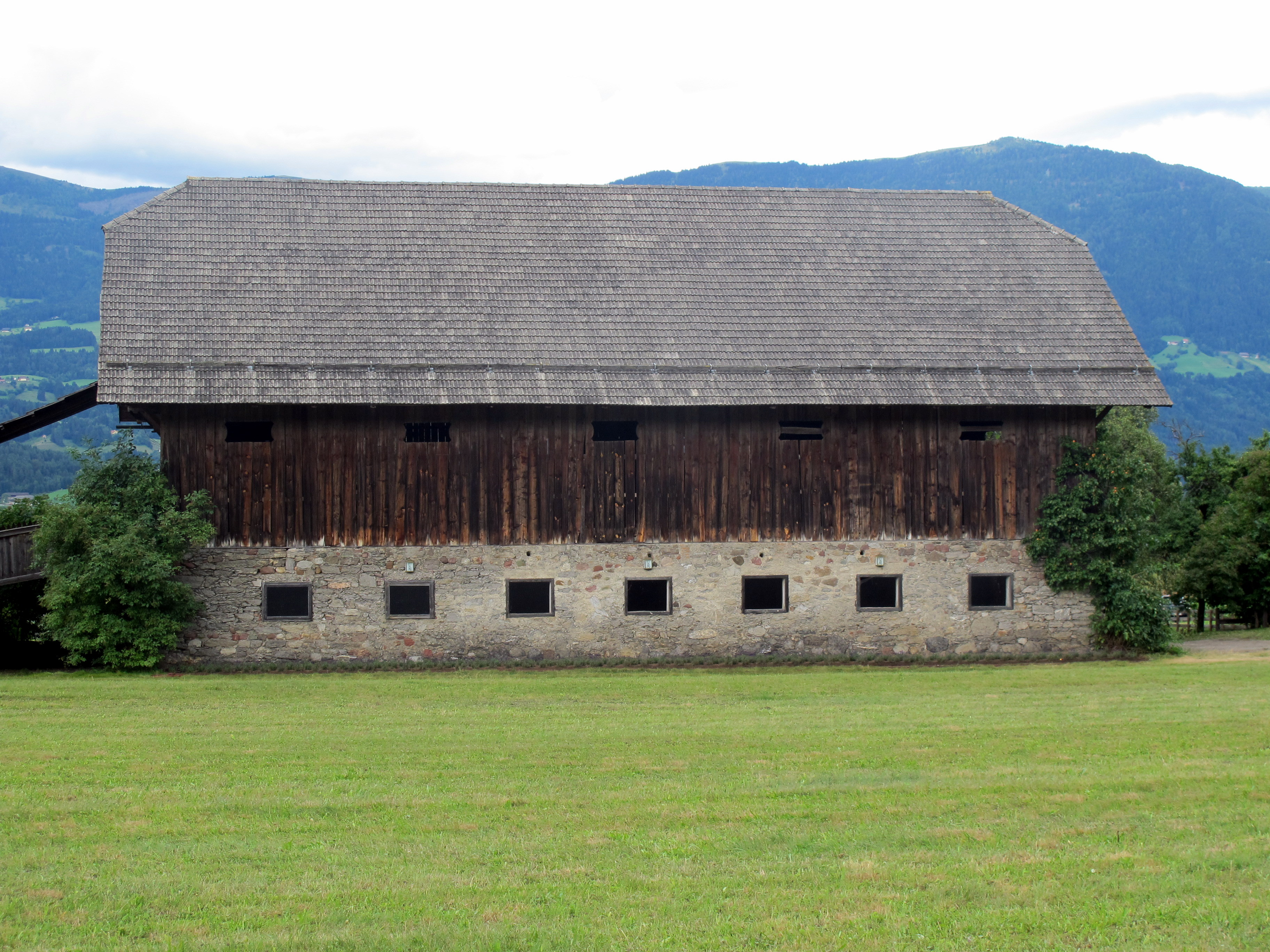
Der frühere Stall und Stadl

Aus den alten Aufzeichnungen des Herrschaftsarchivs Paternion geht hervor, dass die Arbeit für Dienstboten auf der Schlossmayrschaft Pöllan attraktiver war als bei den Bauern im Umland. Laut Dienstbotenordnung von 1752 lag der Lidlohn (Jahresbarbezug) für Dirnen bei 6 Gulden (fl.) zuzüglich eines Leykaufs von 34 Kreuzern. Knechte bekamen zwischen 9 und 12 Gulden, der erste Rossknecht und der Mayrknecht erhielten 15 Gulden. Kleidung war meist ebenfalls Entlohnungsbestandteil. Die jährlichen Verpflegungskosten pro Person lagen bei 36 fl. 40 kr.